# Бій під Жовквою
Бій під Жовквою — бій між сотнею УПА «Галайда-1» та бригадою ВВ НКВС, що відбувся 22 березня 1945 внаслідок спроби військ НКВС відрізати Військову Округу ВО-2 «Буг» від волинських лісів.

## Загальна ситуація
Друга світова війна наближалась до кінця. 12 січня 1945 року, з сандомирського фронту рушили у наступ армії 1-го Українського Фронту, що ними командував маршал І. С. Конєв, а за ним пішли й інші фронти. Цей наступ закінчився здобуттям Берліна та капітуляцією Німеччини.
Восени та взимку 1944–1945 року більшовики намагались ліквідувати український повстанський рух, кидаючи до боротьби головно «стрибків», відділи червоних партизан та загони «сталінських дітей», що складались із безпритульних та кримінальних елементів. Однак відділи УПА не тільки, що витримали удар цієї першої хрущовської наступальної операції, але ще й завдали більшовикам поважних втрат. Доручення Сталіна покінчити з українським підпіллям до 15 березня 1945 року, що його повторив у своїй таємній інструкції секретар Волинського Обкому КП(б)У, І. Профілатов в лютому 1945 року, не виконано.

## Передумови бою
Довідавшись про поразки в першій наступальній операції проти УПА, Микита Хрущов постановив підтягнути тим разом більші сили, бо побачив, що локальними гарнізонами НКВД, чи відділами «Червоної Мітли» та «стрибками» він ради не дасть. Тому з Волині стягнено нові бригади Внутрішніх Військ (ВВ) НКВС, які почали вивантажуватись у Красному, Заболотцях, Ожидові та Бродах. Висівши на місцях призначення, вони п'ятьма колонами почали марш на захід. В Жовкві і в Жовтанцях вивантажилась одна Бригада ВВ НКВС, для прочищання Туринського Лісу, а в Камінці Струмиловій інша, для прочищання радванецьких лісів. Було ясно, що більшовики вирішили зліквідувати УПА у Львівській Області і з тією метою створили кордон вздовж границі Волині, який мав унеможливити відступ відділам УПА на Волинь.

## Стан сотні «Галайда-1»
Сотня «Галайда-1», якою командував сотенний Василяшко Василь — "Перемога", складалась із трьох чот, з кулеметної і гарматної ланок та рою розвідників. В цілому сотня налічувала 167 чоловік. На кожний рій припадало по два кулемети, а ланки: кулеметна і гарматна мали по чотири кулемети. Разом було в сотні 26 кулеметів, в тому числі два німецькі MG-42. Стрільці були озброєні гвинтівками, скорострілами та револьверами різного походження. Сотня складалася з молодих хлопців, що були добре вишколені та дисципліновані. Василяшко Василь — "Перемога" — досвідчений вояк, який пройшов повний вишкіл у «Нахтігалі» та належав до старшин, які були співтворцями УПА. Чотовими були теж колишні вояки «Нахтігаля», або вихованці підстаршинських шкіл УПА.

## Перебіг бою

### Постій сотні
В другій половині березня 1945 року сотня «Перемоги» прибула з радванецьких лісів в Жовківщину та розташувалась в селі Верини, за сім кілометрів на північний схід від Жовкви. В селі сотня перебувала ніч, а над ранок виходила до лісу, щоб не дати більшовицькій розвідці даних про місце перебування сотні.
21 березня 1945 розвідка повідомила сотенного про вивантаження більших ворожих сил в Жовкві. Сотня була переведена у стан бойової готовності. Крім військової розвідки вислано ще й цивільну розвідку з організаційної сітки, щоб знати докладніше про рухи ворога. Під вечір розвідка донесла, що більшовики обсадили заставами Туринський ліс, та зайняли села Зіболки і Малі Передримихи та посуваються в сторону села Жовтанецька Воля, що за чотири з половиною кілометри на південний схід від села Верини. Оголошено тривогу та захід сотні до лісу. Було ясно, що ворог готує облаву на Зіболківський ліс, що простягається на південь від села Верини, між Жовквою і Камінкою Струмиловою.

### Вибір позиції
22 березня 1945, над ранок, командир "Перемога" разом із чотовими вибрав становища для сотні та наказав окопуватись. Позиції вибрано на південь від села Верини, розміщуючись у малих гайках, а не в головному лісовому масиві. "Перемога" надіявся, що більшовики, прочісуючи ліс, можуть не звертати уваги на малі гайки, що з огляду на пору року не були ще покриті листям. Вибрані "Перемогою" позиції мали вигідне поле обстрілу: відкриту поляну на північ і північний схід, а низький зруб на схід. Сотня зайняла становища так: чота «Лісового» зайняла відтинок на північ, себто на село Верини, звідки сподівались найскорше ворога, чота «Ігоря» — на схід, в напрямі на Жовтанецьку Волю, а чота «Сивого» — на північний схід, в напрямі села Малі Передримихи. Решту сотні переміщено в глибину, як резерв. Стало розвиднюватись. В лісі було тихо. Стрільці лежали тихо, вдивляючись у ліс. Видно було по обличчях, що хлопці бояться. "Перемога" наказав суворо мовчати та заборонив стріляти без наказу. Вогонь мав бути відкритий лише тоді, коли більшовики наштовхнуться на становища, і то у віддалі 20 кроків. Стріляти по цілях прицільно і лише тоді, коли видно їх точно і ясно.

### Операція більшовиків
О 5-й годині ранку червоні почали операцію. Було чути поодинокі постріли та крики наступаючих більшовиків. Нараз на поляну вийшла з лісу лава більшовиків та почала йти поляною. Все завмерло. Упівці зачаїлись в окопах і було лиш чути човгання ніг більшовиків. Лава червоних пройшла поляну, залишаючи гайок, обсаджений повстанцями. Вигуки більшовиків почали чимраз більше віддалятись. Хлопці полегшено зітхнули. Однак десь біля 11-ї години ранку крик і стріли більшовиків почали знову наближатись до становищ сотні. На поляну вийшла лава близько п'ятдесяти більшовиків та почала йти просто на гайок. Стрільці приготувались. Лава червоних чимраз ближче підходила до гайку. "Перемога" побачив, що цим разом таки треба буде прийняти бій. Коли лава наблизилась на 25-20 кроків, він дав наказ: «Вогонь!». Посипались рушничні постріли та заклекотіли кулемети. В один момент — і лава впала, її змело неначе ураганом. Настала хвилина тиші, в якій чути було лише зойки поранених. Та це не тривало довго, бо з лісу вискочила друга лава і пішла в наступ. Знову наказ: «Вогонь!» і знову не стало лави.
По цих двох наступах, червоні зайняли становища і почав обстрілювати густим вогнем позиції упівської сотні. Видно, більшовики стягнулися з лісу на місце сутички та замикали колом становища сотні, бо постріли почали падати густо з усіх боків. По якомусь часі, енкеведисти знову пішли в наступ, який сотня відбила. Червоні побачили, що атака — через поляну навпростець — наносить їм величезні втрати, тому повели наступну атаку через зруб, на відтинку чот «Ігоря» та «Сивого». Атака була дуже сильна. Лава за лавою бігли з криком «Ура!», «За родіну, за Сталіна!», прикриваючи рукою очі. Перевага ворога була така велика, що, здавалося, що кулемети стріляють надто повільно та надто мало. В одному місці кільком червоним навіть вдалось вдертись у становища повстанців. Зав'язався рукопашний бій. "Перемога" кинув на допомогу кулеметну і гарматну ланки. Хлопці підбігали до становищ, стріляючи на ходу. Їхній вогонь зломив лаву нападників. Більшовики почали втікати назад, але мало кому пощастило добігти до зрубу. Відкинувши цю найкритичнішу атаку, "Перемога" залишив ланки в чотах «Ігоря» і «Сивого», не маючи вже нікого в резерві, а сам перейшов з лівого крила на середину між чоти «Ігоря» і «Сивого».

### Прорив оточення
Енкаведисти стріляли, але атаки вже не повторювали. У сотні вже були поранені, в тім числі і сам "Перемога". Бійці УПА, хоч і втомлені, але вдоволені успіхами у відбитті дотеперішніх атак, піднеслись духом. Минула година третя по полудні. Сонце хилилось до заходу і тіні дерев на поляні щораз більше видовжувались. Командир "Перемога" вислав зв'язкових до чотового «Лісового» та «Сивого» з наказом приготуватись до прориву. Знаком до прориву було відкриття сильного вогню чотою «Ігоря», що залишалася на позиціях і своїм вогнем мала двом іншим чотам прорватись. Після прориву чоти «Лісового» й «Сивого» мали вдарити по задах ворога і в цей спосіб допомогти чоті «Ігоря» зробити прорив. Після прориву чоти мали зібратись за дорогою Зіболки—Жовтанецька Воля, біля горба число 252.
Під вечір більшовики почали з новою силою обстрілювати становища сотні. Крім рушничного та кулеметного вогню почулись сильні вибухи, це енкеведисти отримали міномети і почали готувати новий наступ. Почувся крик «Ура!» і нові хвилі більшовиків побігли в атаку. Закипів наново бій. Повстанці відкрили вогонь з усієї наявної зброї, і примусили до відступу. Відступивши, червоні наново почали обстріл мінометами. Вогонь не був дуже прицільний, та все ж таки він спричинив смерть кількох стрільців.
Почало сутеніти. "Перемога" бачив, що довше витримати не буде сили, тим більше, що більшовицькі міномети поволі пристрілюються, і тому постановив, не чекаючи ночі, негайно робити прорив. Згідно з попереднім наказом чота «Ігоря» відкрила вогонь, на прорив пішла чота «Сивого» і з грімким «Слава!» кинулася на червоних, що займали становища на зрубі. За ним піднялася чота «Лісового» і з окликом пробігла через поляну до лісу. Енкеведисти, мабуть, не сподівались цієї атаки, їхня лава на зрубі заломилась. Чота «Сивого» уже увірвалася на зруб і погнала більшовиків перед собою, а чота «Лісового» вже перебігла поляну й опинилась у лісі. Звідти було чути її крики «Слава!», бо обидві чоти вдарили по тилах червоних. Це використала чота «Ігоря» і пішла в прорив. Стрілянина й крики «Слава» лунали уже по всьому лісі. Постав страшний заколот: більшовики, думаючи, що це прийшли на допомогу нові відділи УПА, почали відступати. "Перемога", що йшов до прориву з чотою «Сивого», зібрав чоту і пішов на умовлене місце. Помалу почали стягуватись і стрільці з чоти «Лісового». На умовленому місці — короткий відпочинок та перев'язка поранених. Поранений був також чотовий «Сивий». Було вислано розвідку. Стрільці з чоти «Лісового», що прибули на місця збору повідомили, що у прориві впав їхній чотовий «Лісовий». Бракувало теж багатьох стрільців. Всі були дещо приголомшені, але щасливі, що вирвались з оточення. Настала ніч, а чоти «Ігоря» далі не було. Одна з розвідувальних груп повстанців привела на місце постою дві чоти із сотні «Галайда-2», які чуючи стрілянину в лісі, підсунулись ближче для здобуття язика. Обидві чоти прилучились до відділу "Перемоги" та після півночі, взявши 12 поранених, вирушили маршем на північ, аж під давній сокальський кордон, у Радехівщину, де два дні сиділи в лісі, не заходячи до жодних сіл. У цей час червоні переслідували сотню в Жовківщині, шукаючи у лісі «Сто Моргів» коло Мостів Великих. Через три дні "Перемога" повернувся із відділом назад на місце недавнього бою. Після прориву чота «Ігоря» дійшла села Дальнич і пізніше долучилась до сотні.

## Результат
За переказами селян з довколишніх сіл, у яких більшовики реквізували вози для транспортування, було вбитими та пораненими понад 900 більшовиків. Всіх 38 офіцерів, що загинули в цьому бою, було поховано з великими почестями на ринку в Жовкві.